# 彰化機務段

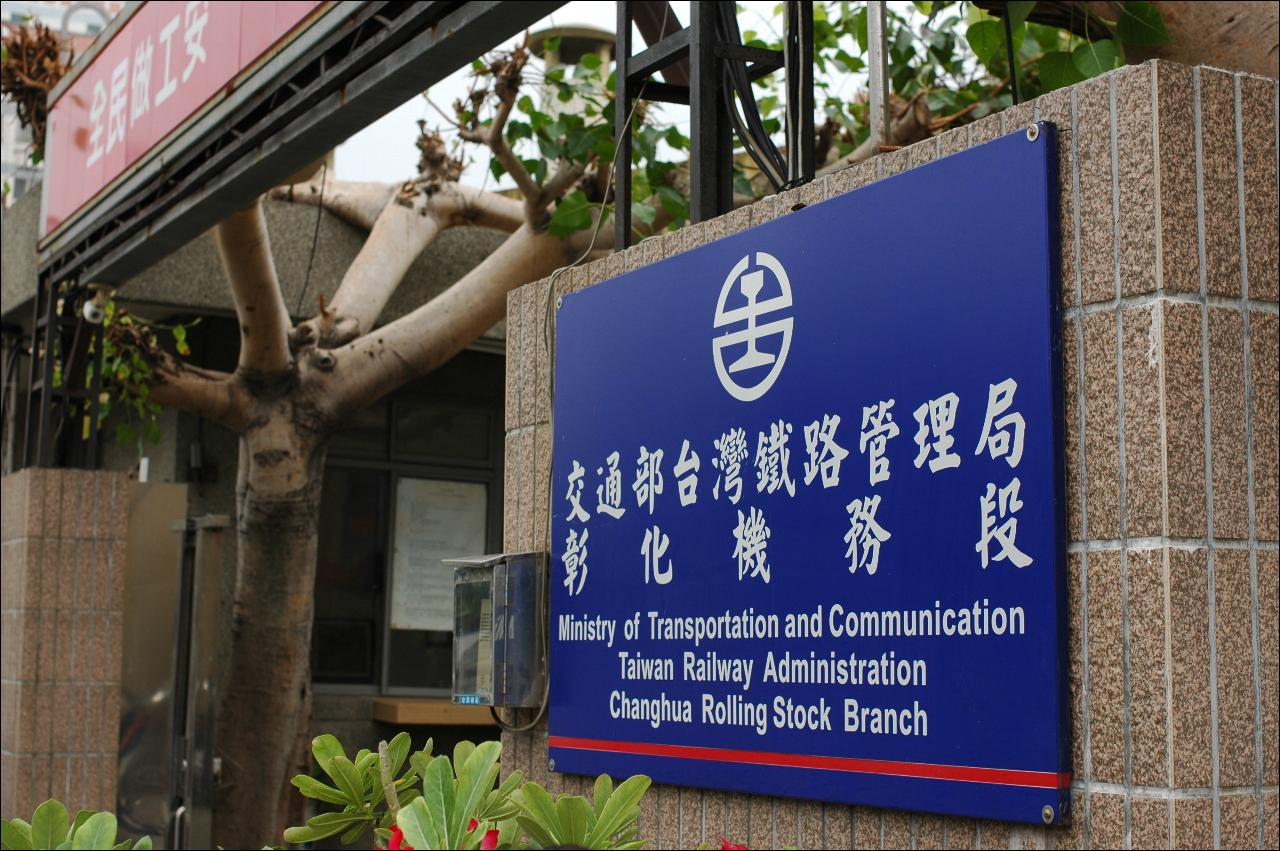
彰化機務段門牌

彰化機務段（英語：Changhua Rolling Stock Branch，Taiwan Railways Administration，MOTC.）是臺灣鐵路公司（原臺灣鐵路管理局，略稱臺鐵或臺鐵局）位於彰化車站附近的車輛基地，於台灣日治時期1922年成立，當時稱為彰化機關庫，是臺鐵位於中部的主要車輛維修中心，也是縱貫線上最重要的車輛中繼站，1984年配合新購入的電力機車，興建了40公尺長的保養庫。現今辦公室位於彰化縣彰化市西興東路6號，目前分為北邊機車頭保養區（扇形車庫）及南邊動力分散車輛（電聯車、柴油客車）保養區。

## 配置車輛概要
本段配置的車輛主要是貨物列車的牽引機車，包含R20型、R100型、R150型柴電機車以及E300型電力機車，行駛範圍囊括縱貫線、屏東線、南迴線、宜蘭線、北迴線，支線則有台中港線和花蓮港線（支援）。客車則為EMU500型電聯車、EMU800型電聯車和DR1000型柴油客車為主，前者主要行駛於海線和成追線、縱貫線北段（新竹~竹南），後者則是集集線、內灣線，所配屬的車輛行駛車種皆為區間車。
除了上述常態運用車輛，目前CK101、CK124、DT668三輛蒸汽機車也配置於本段，當中CK124較常於特定活動行駛。段內設有蒸汽機車工作室，以作為蒸汽機車保養和培訓蒸汽機車司機員。2023年7月起為新到車輛R200型柴電機車的訓練基地。
詳細車輛型號請參閱維基學院。

## 轄下單位
二水機務分駐所
位於二水車站南邊東側，設有蒸汽機車加水塔，可供蒸汽機車加水。
- 集集線司機員服勤管理
- 夜間車輛留置
- 備用機車派駐

## 扇形車庫
建於日治時期的彰化扇形車庫是本段機車頭的檢修重地，其檢修功能從早期的蒸汽機車到現代的電力機車皆具備，共有12條股道及配置1個轉車盤供車輛進出。此建築在西元2000年公告成為國定古蹟，目前是彰化市主要景點，開放予民眾參觀。